# Macht/Wissen
Macht/Wissen bilden in der Theorie Michel Foucaults zwei miteinander verflochtene Konzepte. Beide betonen damit die enge Bindung von Macht und Wissen aneinander. Für Foucault ermöglicht extensiveres und detaillierteres Wissen neue Möglichkeiten der Kontrolle, die wiederum die Möglichkeiten für weitere Nachfragen und Offenlegung, und damit weiteres Wissen ermöglicht. Auch wenn Macht und Wissen nicht identisch sind, verfügen sie über zahlreiche gemeinsame Elemente. In Überwachen und Strafen schreibt er: ..dass es keine Machtbeziehung gibt, ohne dass sich ein entsprechendes Wissensfeld konstituiert, und kein Wissen, das nicht gleichzeitig Machtbeziehungen voraussetzt und konstituiert.
Während Foucault sich in seinem Werk ausgiebig mit der Entstehung und Gestaltung des Wissens auseinandersetzt, forschte er in den 1970ern besonders um den Zusammenhang zwischen Macht und Wissen. Besonders ausgeprägt ist dies in den Werken Überwachen und Strafen und dem ersten Band von Sexualität und Wahrheit. Einflussreich waren in diesen Werken besonders seine Konzeptionen der Bio-Macht, während seine allgemeinen Überlegungen zur Macht auf stark widersprüchliche Reaktionen stießen.
Foucault griff mit dem Zusammenhang Macht/Wissen die Stellung der Wissenschaft als objektive und außerhalb von Machtbeziehungen stehenden Sphäre der Erkenntnis an. Mehrere Vertreter der politischen Philosophie warfen Foucault in der Foucault-Habermas-Debatte vor, den Standpunkt der Erkenntnis außerhalb der Macht aufzugeben. Durch seine Theorie sei er unfähig, Macht und Herrschaft begründet zu kritisieren.

## Stellung im Werk
Fragen nach der Geschichte des Wissens durchziehen Michel Foucaults gesamtes Frühwerk. Dabei beschäftigte ihn vor allem die Frage, wie bestimmte Ansammlungen von Wissen Autorität gewönnen und wie einzelne Wissensfelder miteinander in Verbindung treten können. Foucault machte dabei Diskursformationen ausfindig, die bestimmten, welche Konzepte aneinander anschlussfähig waren und wie Aussagen thematisch zu organisieren seien. Um wirksam zu sein, müssen Aussagen "ernsthaft" sein und dann auch glaubwürdig. Sowohl Ernsthaftigkeit als auch Glaubwürdigkeit wird den Aussagen von außen zugeschrieben. Die von Foucault aufgespürten Diskursformationen bestimmen, welche Aussagen als "ernsthaft" galten, und wer die Autorität hat, solche ernsthaften Aussagen tätigen zu können. Danach bestimmen die Diskursformationen welche Fragen und Abläufe relevant sind, um die Glaubwürdigkeit ernsthafter Aussagen zu bestimmen. Die Diskursformationen selbst verändern sich über die Zeit. Viele von Foucaults früheren Texten beschäftigen sich mit der Veränderung dieser Formationen.
Wissen organisiert sich innerhalb bestimmter diskursiver Felder, die sich nicht nur durch einzelne Aussagen konstituieren, sondern auch durch Objekte, Praktiken, Forschungsprogramme, Fertigkeiten, soziale Netzwerke und Institutionen. Einige Elemente innerhalb dieser Felder verstärken sich und werden auch in anderen Kontexten adaptiert und reproduziert. Andere bleiben isoliert und werden ignorierte Kuriositäten. Einzelne Aussagen, Fähigkeiten etc. stellen dabei kein Wissen dar, sondern werden und bleiben nur durch Benutzung und Verbindung mit anderen Aussagen bedeutsam. Wie bei Machtrelationen auch, geraten einzelne Gruppierungen mit anderen Wissensgruppierungen in Konflikt. Diese Konflikte wiederum lösen weitere Forschungen, Aussagen und technische Weiterentwicklungen aus. Dort, wo Wissen auf keinen Widerstand stößt, läuft es Gefahr keine weiteren Aussagen nach sich zu ziehen, isoliert und letztlich vergessen zu werden.

## Techniken der Disziplinierung
Die Einbeziehung der Macht in seine Untersuchungen des Wissens markiert für die Forschung den Übergang vom Frühwerk Foucaults in seine zweite, genealogische Phase. Foucault begann, sein Untersuchungsfeld in dem Band Überwachen und Strafen auszuweiten. Während er sich vorher schon mit der Auswirkung von Institutionen auf das diskursive Feld auseinandersetzte, setzte er nun die Änderungen im Diskursfeld in ein Praxisfeld von Überwachung, Disziplinierung und Bestrafung. Überwachung, Disziplinierung und Bestrafung schaffen einerseits neue Möglichkeiten sozialer Kontrolle, ermöglichen andererseits aber auch neues Wissen über den Menschen.
In Überwachen und Strafen stellt Foucault die Strafsysteme der Vormoderne denen des 18. und 19. Jahrhunderts gegenüber. Die Systeme der Vormoderne seien durch körperliche Gewalt gekennzeichnet, wie sie sich in Folter und Körperstrafen zeige. Die Strafsysteme seien rein destruktiv, unsystematisch und zielten auf die Zerstörung des zu Bestrafenden hin. In ihrer Wirkung sind sie rein negativ. Die Veränderung, die Foucault seit der Aufklärung sieht, ist die von unregelmäßigen aber massiven Eingriffen destruktiver Kraft hin zu ununterbrochenen Einschränkungen, die einhergingen mit einer viel detaillierten Kenntnis über den Menschen. Strafen zielte seitdem stärker auf den Geist als den Körper. Ziel war nicht mehr die Rache, sondern die Umformung der Person und Re-Integration in die Gesellschaft. Während vormoderne Formen der Machtausübung wenig mehr vermochten als die Zerstörung des Körpers, können Disziplinierung und Ausbildung den Körper in erheblichem Maße rekonstituieren, neue Handlungen, Gesten, Fähigkeiten und letztendlich neue Persönlichkeiten hervorrufen.
Ursprünglich wurden die von Foucault beschriebenen Techniken eingeführt, um gefährliche Elemente der Gesellschaft neutralisieren und kontrollieren zu können, und entwickelten sich zu Techniken, die die Nützlichkeit und Produktivität dieser Menschen erhöhten. Ebenso begannen sie sich innerhalb einzelner Institutionen zu entwickeln (Gefängnisse, Krankenhäuser, Kasernen etc.), wurden aber ausgebaut und umgestellt, so dass sie sich in einer Vielzahl von Kontexten einsetzen ließen. Diese Techniken wiederum bestimmten neue Objekte des Wissens, wie von bestimmten biographische Einheiten (z. B. Delinquenz, Homosexualität, Hyperaktivität), Entwicklungsstrukturen (z. B. angemessene Kenntnisse für ein bestimmtes Alter) oder signifikanten Verteilungen (z. B. gehäuftes Vorkommen bestimmter Krankheiten in Familien, ein "Haushalt mit niedrigem Einkommen", Zeichen bestimmter Bedingungen des Lebens selbst wie beispielsweise der Cholesterinlevel).

## Neues Wissen
Die Kontroll- und Disziplinierungstechniken führten für Foucault zu neuen Formen des Wissens. Zum einen erzeugten sie neues systematisches Wissen über einzelne Individuen. Praktiken der Überwachung, Beichte und Dokumentation konstituieren das Individuum als beschreibbares und analysierbares Objekt. Das 19. Jahrhundert entwickelte zahlreiche Programme, um Objekte und Personen zu identifizieren, klassifizieren, auszumessen und zu berechnen. Deutlich wurde dies besonders im Zeitalter des Imperialismus durch Kolonialherren, Missionare und Reisende, die zahlreiches Wissen über die besuchten Kolonien zusammentrugen, und so beherrschbar machten.
Humanwissenschaften und Staat gehen ein enges Verhältnis ein. Während die Humanwissenschaften auf staatliches Handeln angewiesen sind, um Daten zu erheben und zu dokumentieren, benötigt der Staat sie zur effektiven Disziplinierung und zur Konstruktion seiner eigenen Legitimität.
Das so gewonnene Wissen ging ein in die Entstehung des Begriffs der Bevölkerung und seiner Analyse und Behandlung durch die Statistik. Einher geht mit dieser Ausweitung des Wissens die Konstitution der Normalisierung, die sich beispielsweise über die Normalverteilung der Statistik zeigt. Die Normalisierung homogenisiert zum einen in dem normalen Punkt, zum anderen aber verstärkt sie Individualität, da es die Abweichung des Individuums von der Normalität erkennbar macht. Individuen werden auf ihr Verhältnis zum "Normalzustand" durch eine Vielzahl von Befragungen, Prüfungen und Test untersucht, Abweichungen von dem als normal definierten Wert können zum Ausschluss oder zur Behandlung führen.

## Souveränität und Machtanalyse
In seiner Analyse der Macht wirft Foucault der politischen Philosophie mit ihrer Ausrichtung auf die Macht des Souveräns und dessen Legitimität ein Verharren in Kategorien der Monarchie vor. Die großen Machtinstitutionen, die sich aus dem Mittelalter heraus entwickelten – Monarchie und staatlicher Machtapparat –, entwickelten sich inmitten dichter, verschränkter, widersprüchlicher Machtbeziehungen, die an eine Vielzahl von Objekten gebunden waren. Sie gewannen Akzeptanz dadurch, dass sie sich als außerhalb oder oberhalb dieser Konflikte präsentierten. Das Konzept der Souveränität folgt aus dieser Logik der Repräsentation, ebenso wie die Legitimität ein Konzept außerhalb der Konflikte präsentieren soll, das in der Lage ist, diese zu entscheiden.
Foucault nun wiederum stellte fest, dass zwar viele Formen und Praktiken der Souveränität noch vorhanden sind, diese aber graduell durch Machtbeziehungen ersetzt worden seien, die nicht nach dem Souveränitätsgedanken funktionierten. Sie hingen von disziplinierender und regulierender Macht ab, während sie auch produzierten. Diese Machtbeziehungen würden durch extensive soziale Netzwerke verteilt und übten Macht nicht nur in eine Richtung aus. Gleichfalls seien sie instrumentell in der Produktion wichtiger Güter (Wissen, Gesundheit, Reichtum, sozialem Zusammenhalt etc.). Traditionelle Konzeptionen von Souveränität und Legitimität seien nicht in der Lage, diese vielfältigen Machtbeziehungen zu erfassen, Konzeptionen wie Menschenrechte oder Gerechtigkeit seien inadäquate Mittel, um die moderne Macht/Wissens-Verknüpfung kritisieren zu können.
Foucault setzt dafür einen dynamischen Machtbegriff ein. Macht ist nicht etwas, das ein Einzelner erwerben, besitzen, halten oder verlieren kann. Macht liegt verteilt in komplexen sozialen Netzwerken, wobei sie von überall kommt. In Disziplinierungsgesellschaften können Praktiken Macht nur enthalten, wenn eine gewisse Anzahl von Agenten ihre Handlungen auf ein Objekt ausrichten, wobei das notwendige Netzwerk oft auch Instrumente (Gebäude, Dokumente etc.) benötigt wie Praktiken und Rituale. Langfristige Machtverhältnisse können ebenso wie großräumige Machtstrukturen bestehen, doch diese erfordern eine ständige Reproduktion durch kleinste Machtrelationen. Widerstand gehört dabei fest zum System: Das Netzwerk weist zahlreiche Punkte des Widerstands auf, die innerhalb von Machtbeziehungen Gegenpart, Ziel, Unterstützung oder Instrument sein können. Diese Punkte sind genauso veränderlich und variabel wie die gesamten Machtrelationen.
Daraus folgend ist aber auch kein negatives Verständnis der Macht möglich, wie es in vielen Wissenschaften vorherrscht. Macht ist produktiv und produziert Wirkliches: Sie produziert Wissen um das Individuum, Wahrheitsrituale und Gegenstandsbereiche.
Foucault beschreibt Macht oft in Metaphern des Kriegs und in Umkehrung von Carl von Clausewitz als „Politik als Fortsetzung des Krieges mit anderen Mitteln“. Dabei begreift er die Kriegsmetapher als Gegenbild zur ökonomischen Metapher, die Politik in Begriffen von Regeln und Gesetzen beschreibt. Wie Krieg auch hat die Gesamtheit der Macht keine Bedeutung und kann nur in taktischen Begriffen beschrieben werden; zudem gibt es keinerlei Regeln, die außerhalb der Machttotalität stehen und diese regulieren.

## Macht/Wissen und der Standpunkt der Wissenschaft
Aus Foucaults Standpunkt folgt, dass Wissen nicht unabhängig von Macht ist. Die Tradition kritischer Wissenschaft, Macht mit Hilfe von Wissen zu kritisieren, das außerhalb dieser Macht steht, ist damit gegenstandslos. Foucault erzählt seine Ausweitung von Macht und Wissen als Gegengeschichte zur gängigen Erzählung der Aufklärung. Während das Standard-Narrativ der Aufklärung von Befreiung und Humanisierung erzählt, schildert Foucault genau diese Praktiken als Ausweitung der Gefängnisgesellschaft und der Kontrolle über Einzelne. Gleichzeitig aber streitet er ab, dass es einen unabhängigen Standpunkt gäbe, von dem aus sich diese Entwicklung kritisieren ließe. Versuchen, Wissen oder Wahrheit gegen die Macht in Stellung zu bringen, widerspricht er, da es nicht möglich sei, dass sich die Ausprägung des Wissens innerhalb von Machtverhältnissen ereignen müsse. Diese Netzwerke sind ständiger Veränderung ausgesetzt und produzieren sich von einem Moment zum nächsten.
Während Foucault sich politisch engagierte und in den Auseinandersetzungen seiner Zeit aktiv war, wehrt er sich doch gegen eine herausgehobene Beobachterposition. Die unlösbare Verbindung von Macht und Wissen erlaubt es eben nicht, einen souveränen Standpunkt einzunehmen, von dem aus diese Konflikte kritisch zu beurteilen wären. Dieser erkenntnistheoretischen Souveränität warf er dieselben Probleme wie der Souveränität des Königs vor. Zum einen würde sie die gesamten Mikropraktiken übersehen, in denen Wissen produziert wird. Zum anderen würde sie selbst nach Macht streben, da es ihr darum ginge, alle widerstreitenden Wissenskonzeptionen und Standpunkte zu eliminieren. Foucault setzt die Genealogie dagegen, die Erkenntnissen ermöglichen soll, sich gegen die theoretische, einheitliche und formale Struktur des wissenschaftlichen Diskurses zur Wehr zu setzen.

## Rezeption
Foucault formuliert seine Positionen aus einer kritischen Position gegenüber traditionellen politischen Machtkonzepten, die meist auf Souveränität und Legitimität abstellen. Zahlreiche Kritiker werfen ihm vor, dass Foucault mit dem Verzicht auf diese Positionen seinen eigenen Standpunkt unterminiert, von dem aus er heutige Erscheinungsformen der Macht kritisieren könnte. Foucaults Position zur Macht ist einer der Ausgangspunkte der Foucault-Habermas-Debatte. Andere Kritiker sind z. B. Charles Taylor oder Richard Rorty. Taylor wirft Foucault vor, dass es für diesen keine unabhängige Wahrheit gebe, keine Möglichkeit zu beurteilen, dass ein Machtsystem besser wäre als ein anderes und es dementsprechend keinerlei Rechtfertigung dafür gibt, für die Änderung eines Machtsystems zu kämpfen. Für Rorty folgt aus Foucaults Machttheorie eine Hoffnungslosigkeit, die zum Fatalismus führt.